# Nothing Really Matters
Nothing Really Matters – piąty singel z albumu Madonny pt. Ray of Light.
Odkładanie daty wydania w Stanach Zjednoczonych a w końcu całkowite zaniechanie promocji przez wytwórnię w ostatniej chwili przed wydaniem spowodowało, że singel ten stał się jednym z najgorzej sprzedających w karierze Madonny. Mimo bardzo pochlebnych opinii krytyków, nowatorskiego teledysku, wykonania utworu na rozdaniu nagród Grammy piosenka zrobiła komercyjną klapę.
Towarzyszący piosence wideoklip został nakręcony przez szwedzkiego reżysera Johana Rencka 9 stycznia 1999 w Silvercup Studios w Long Island City w stanie Nowy Jork. W wywiadzie dla Entertainment Tonight, Madonna wyznała, że inspiracją do powstania teledysku była powieść Arthura Goldena pt. Wyznania gejszy z 1997 roku. Teledysk przedstawia Madonnę tańczącą w małym pokoju, wystylizowaną na gejszę. Czerwone kimono noszone przez nią w klipie zaprojektował francuski projektant mody Jean Paul Gaultier. Madonna wystąpiła w nim m.in. podczas wykonywania piosenki na 41. rozdaniu nagród Grammy.

## Listy sprzedaży
| Kraj              | Najwyższa pozycja | Sprzedaż |
| ----------------- | ----------------- | -------- |
| Australia         | 15                | 15 000   |
| Austria           | 29                | -        |
| Brazylia          | 9                 | -        |
| Europa            | 16                | -        |
| Francja           | 48                | 25 000   |
| Hiszpania         | 1 (3 tygodnie)    | -        |
| Kanada            | 6                 | 20 000   |
| Niemcy            | 38                | 70 000   |
| Stany Zjednoczone | 93                | 145 000  |
| Szwajcaria        | 26                | -        |
| Szwecja           | 41                | -        |
| Wielka Brytania   | 7                 | 122 000  |
| Włochy            | 7                 | -        |